# Feels Good Man
Feels Good Man es un documental estadounidense de 2020 sobre el meme de Internet Pepe the Frog. El documental está protagonizado por el artista Matt Furie, el creador de Pepe; siendo además el debut de Arthur Jones como director. 
El filme sigue a Furie en su intento por recuperar el control de la imagen de Pepe, que había sido apropiada por miembros de la alt-right para sus propios fines. La película se estrenó en el Festival de Cine de Sundance de 2020, donde ganó el Premio Especial del Jurado en la categoría de Documental de EE. UU. para Cineastas Emergentes.
También fue nominada en la Competencia de Documentales de los EE. UU. en el mismo festival. Entre 2023 y 2024, el documental fue añadido al servicio de streaming FAST Pluto TV en Canadá.

## Argumento
Pepe the Frog, es un personaje creado por Matt Furie, que apareció por primera vez en el cómic Boy's Club, publicado en MySpace. En la historia, Pepe es uno de los cuatro amigos veinteañeros que comparten vivienda después de terminar la universidad.
En una de las viñetas, Pepe es sorprendido por uno de sus compañeros con los pantalones bajos mientras orina. Al ser cuestionado, responde: "Feels good man" (Se siente bien, hombre). La imagen se convierte en un meme viral de Internet y es posteriormente apropiada por la alt-right.
Furie intenta recuperar el control del personaje, de manos de la extrema derecha, que lo convierte un símbolo de odio. La película explora si es posible redimir la imagen de Pepe. En su epílogo, el documental hace referencia a la apropiación de Pepe por manifestantes prodemocracia durante las protestas de Hong Kong de 2019-2021.

## Producción
En una entrevista, Jones describió el filme como un pasaje personal del creador: 

"La película trata realmente sobre cómo él negocia esa realidad incómoda para sí mismo, [...] El viaje personal de Matt hace que la película sea única, y espero que muchas personas la encuentren satisfactoria por varias razones".

Jones, quien también fue editor del filme, terminó la edición dos días antes del estreno en el Festival de Cine de Sundance. Describió el proceso de edición como un "ataque de pánico en cámara lenta", aunque expresó que estaba ansioso por presentarla en el festival.

## Estreno
En febrero de 2020, la película aún buscaba distribución. Posteriormente, fue emitida en el programa Independent Lens de PBS.En octubre de 2020, fue transmitida por BBC Four como parte de su serie Storyville.

## Recepción
En el sitio web de recopilación de reseñas Rotten Tomatoes, la película tiene un índice de aprobación del 95%, basado en 81 críticas, con una calificación promedio de 7.7/10. El título del sitio dice: "Una advertencia sobre la cultura de Internet, Feels Good Man es una mirada fascinante al viaje de un artista para rescatar su creación".
En Metacritic, la película tiene un puntaje promedio ponderado de 79 sobre 100, basado en 18 críticas, lo que indica "reseñas generalmente favorables".
El critico Nick Allen de RogerEbert.com escribió: «La película de Jones es un faro de alfabetización en Internet sobre un lenguaje completamente nuevo: que los memes son flexibles, omnipotentes y partes de un fenómeno más poderoso que sus propios creadores».
El sitio web Polygon, de Vox Media, la calificó como "la película política más importante de 2020". Nathan Matisse, de Ars Technica, dijo que la película «recuerda a los espectadores una y otra vez un principio básico de comunicación y de estudios retóricos: no importa cuál sea la intención de alguien que lanza un mensaje al mundo, una vez que está ahí, esa idea, obra o mensaje, o lo que sea ya no pertenece completamente al emisor.  Parte de su significado siempre radica en su recepción».

## Premios y nominaciones
Feels Good Man ganó el Premio Especial del Jurado en la categoría de Documental de EE. UU. para Cineastas Emergentes en el Festival de Cine de Sundance. También obtuvo un Premio Emmy en 2021 en la categoría de Investigación Destacada: Documental. Además, fue nominada en la Competencia de Documentales de EE. UU. en Sundance.